# Prêteur en dernier ressort
Le prêteur en dernier ressort, en anglais lender of last ressort (LOLR), est une institution (souvent la banque centrale) vers laquelle les banques peuvent se tourner lorsqu'elles ne sont pas parvenues à se refinancer auprès du marché monétaire ou auprès d'autres banques.

## Concept
L'expression de prêteur « en dernier ressort » (en français) est généralement attribuée à un livre de 1797 de Francis Baring. Les deux références centrales qui ont théorisé ce rôle au XIXe siècle sont Henry Thornton dans son livre Paper Credit publié en 1802 et Walter Bagehot dans son livre Lombard Street publié en 1873, même s'ils n'utilisent pas l'expression qui est popularisée seulement au début du XXe siècle par Ralph Hawtrey.
Pour Thornton, la banque centrale exerce des responsabilités collectives, elle doit garantir la stabilité du système financier dans son ensemble et prévenir des vagues de faillites qui pourraient avoir des effets en chaîne sur d’autres banques. En période de crise, il y a une certaine défiance qui s’installe entre les banques qui ne se prêtent plus entre elles. Ainsi, il peut y avoir une augmentation de la monnaie centrale créée par la banque centrale. On est alors dans une situation exceptionnelle. Cela se justifie pour éviter une crise de liquidité qui peut avoir des conséquences sur l’économie réelle. Si les banques ne se prêtent plus entre elles de la monnaie centrale, elles ne prêteront plus alors aux agents non financiers. La banque centrale doit donc jouer ce rôle de préteur en dernier ressort. Mais cela pose un problème que Thornton met clairement en évidence. Si les banques savent que si elles manquent de monnaie centrale elles obtiendront dans tous les cas de la monnaie centrale de la part de la banque centrale, cela peut les conduire à avoir un comportement opportuniste en créant de la monnaie (cf. aléa moral). Thornton préconise donc une intervention de la banque centrale qui ne soit pas automatique mais qui dépendent de la situation. Les banques qui ont pris trop de risques seront punies par la faillite.[réf. nécessaire]
On résume souvent l'analyse de Walter Bagehot sous la forme des 3 règles que devrait, selon lui, suivre la banque centrale pour jouer le rôle de prêteur en dernier ressort :
1. prêter sans restriction de volume,
2. à un taux désavantageux,
3. quand les garanties sont bonnes.

## Histoire
Les autorités publiques ont commencé à agir en prêteur en dernier ressort avant que ce rôle ne soit théorisé. En 1499, on peut estimer que l'État vénitien, en essayant de sauver pro-activement des banques en pleine crise de liquidité, a agit comme un prêteur en dernier ressort « rudimentaire ». De façon plus aboutie, la Wisselbank (l'équivalent de la Banque centrale) d'Amsterdam puis la Banque d'Angleterre ont endossé ce rôle lors de la crise de 1763.
Toutefois, ce rôle a souvent été débattu et contesté, et les autorités monétaires ont parfois refusé de le jouer, comme la Banque d'Angleterre lors de la crise de 1847 ou la Réserve fédérale (Fed) lors de la crise de 1929. Il n'y a pas eu de progrès linéaire de la théorie avec l'apprentissage, mais des réactions très différentes selon les contextes et les méfaits qu'on pouvait attribuer au rôle de prêteur en dernier ressort. Dans le cas de 1847, la Banque d'Angleterre craignait de ne pas pouvoir maintenir la convertibilité de la livre sterling en or. Dans le cas de 1929-1930, la Fed estimait qu'il était nécessaire pour la santé du système financier que les banques les moins bien gérées fassent faillites.
La crise de 2008 a été l'occasion de débats renouvelés sur le sujet. La Fed a fini par agir en prêteur en dernier ressort, et aussi en prêteur international en dernier ressort (en passant des accords avec les banques centrales d'autres pays pour qu'elles puissent prêter à leurs banques nationales qui faisaient face à une crise de liquidité sur le marché des eurodollars).